# Drosophila neokadai
Drosophila neokadai este o specie de muște din genul Drosophila, familia Drosophilidae, descrisă de Kaneko și Hajimu Takada în anul 1966. Conform Catalogue of Life specia Drosophila neokadai nu are subspecii cunoscute.